# Ovile
L'ovile è uno spazio recintato o un edificio utilizzato per l'allevamento delle pecore. Gli animali possono essere allevati all'aperto o al chiuso; in quest'ultimo caso al fabbricato è annesso un recinto esterno, dove le pecore possono passeggiare e prendere aria.
Gli ovili sono comparsi già nell'antichità e consistevano in recinti o in edifici in pietra (generalmente a secco) dove gli animali venivano ricoverati di notte o durante la stagione invernale.

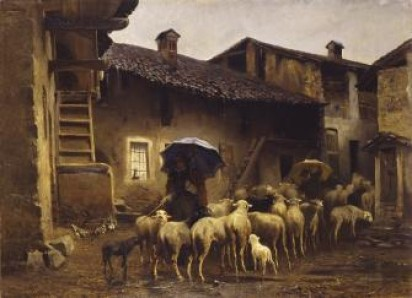
Carlo Pittara, Ritorno all'ovile, 1866 circa

Gli ovili moderni sono costituiti da uno o più edifici divisi in vari reparti, dove gli animali sono suddivisi in gruppi omogenei: arieti, pecore gravide, pecore in allattamento, agnelli all'ingrasso. Negli allevamenti di ovini da latte è presente anche la sala mungitura. Di solito gli animali sono alloggiati in recinti o box disposti su due file contrapposte e separate da una corsia centrale per il foraggiamento; dietro i recinti vi sono corridoi di smistamento, per condurre le pecore alla sala mungitura. I recinti o box hanno una zona di alimentazione dotata di mangiatoie e una zona di riposo; quest'ultima può avere il pavimento fessurato per la raccolta delle deiezioni oppure un pavimento pieno sempre coperto di paglia (lettiera permanente) che viene settimanalmente sovrapposta e rimossa ogni 3-6 mesi. 
Nelle regioni del nord gli ovili sono chiusi su quattro lati, mentre al sud possono essere chiusi su tre lati; in tal caso una delle pareti è sostituita da un portico che si apre sul recinto annesso all'ovile.